# Emily Fairn
Emily Fairn (* 16. September 1998 in Liverpool) ist eine britische Schauspielerin.

## Leben und Karriere
Fairn wurde in Liverpool geboren. Sie absolvierte ihre Schauspielausbildung an der Guildhall School of Music and Drama. Ihr Debüt gab sie 2022 in der Fernsehserie The Responder. Anschließend trat sie jeweils in einer Folge in Rain Dogs und in Black Mirror auf. Im Mai 2023 war Fairn in Brokeback Mountain im Londoner Soho Place Theatre im West End zu sehen. Im selben Jahr spielte sie in dem Film Chuck Chuck Baby mit. Unter anderem wurde Fairn für die Serie Mary & George gecastet.

## Filmografie
Filme
- 2023: Chuck Chuck Baby
- 2024: Joy
- 2024: Saturday Night

Serien
- 2022: The Responder
- 2023: Rain Dogs
- 2023: Black Mirror
- 2023: COBRA
- 2024: Mary & George